# Леньяно
Леньяно (італ. Legnano) — місто та муніципалітет в Італії, у регіоні Ломбардія,  метрополійне місто Мілан.
Леньяно розташоване на відстані близько 510 км на північний захід від Рима, 27 км на північний захід від Мілана.
Населення — 60 451 особа (2014).
Щорічний фестиваль відбувається 5 листопада. Покровитель — San Magno.

## Демографія
Населення за роками:

Станом на 1 січня 2023 року в муніципалітеті офіційно проживало 7968 іноземців з 118 країн, серед них 872 громадяни країн Євросоюзу та 367 громадян України.

## Клімат
| MILANO MALPENSA       | Місяці | Місяці | Місяці | Місяці | Місяці | Місяці | Місяці | Місяці | Місяці | Місяці | Місяці | Місяці | Пора  | Пора | Пора  | Пора  | Рік    |
| MILANO MALPENSA       | Січ    | Лют    | Бер    | Кві    | Тра    | Чер    | Лип    | Сер    | Вер    | Жов    | Лис    | Гру    | Зим   | Вес  | Літ   | Осі   | Рік    |
| --------------------- | ------ | ------ | ------ | ------ | ------ | ------ | ------ | ------ | ------ | ------ | ------ | ------ | ----- | ---- | ----- | ----- | ------ |
| Темп. макс. (°C)      | 6.1    | 8.6    | 13.1   | 17.0   | 21.3   | 25.5   | 28.6   | 27.6   | 24.0   | 18.2   | 11.2   | 6.9    | 7.2   | 17.1 | 27.2  | 17.8  | 17.3   |
| Темп. мін. (°C)       | -4.4   | -2.5   | 0.4    | 4.3    | 9.0    | 12.6   | 15.3   | 14.8   | 11.5   | 6.4    | 0.7    | -3.6   | -3.5  | 4.6  | 14.2  | 6.2   | 5.4    |
| Опади (мм)            | 67.5   | 77.1   | 99.7   | 106.3  | 132.0  | 93.3   | 66.8   | 97.5   | 73.2   | 107.4  | 106.3  | 54.6   | 199.2 | 338  | 257.6 | 286.9 | 1081.7 |
| Дні опадів (≥ 1 мм)   | 6      | 6      | 8      | 9      | 10     | 9      | 6      | 8      | 6      | 7      | 8      | 6      | 18    | 27   | 23    | 21    | 89     |
| Вологість повітря (%) | 78     | 76     | 69     | 73     | 74     | 74     | 74     | 73     | 74     | 77     | 80     | 80     | 78    | 72   | 73.7  | 77    | 75.2   |
| Роза вітрів (Вузлів)  | N 3.3  | N 3.3  | N 3.4  | N 3.5  | N 3.3  | N 3.2  | N 3.1  | N 3.0  | N 3.1  | N 3.1  | N 3.4  | N 3.3  | 3.3   | 3.4  | 3.1   | 3.2   | 3.3    |

## Уродженці
- Анджело Камероні (*1891 — †1961) — італійський футболіст, воротар, воротар, згодом — футбольний тренер.

- Паоло Аллі (1950) — італійський політик. Координатор з міжпарламентських зв'язків Італії і України. Президент «Парламентської асамблеї НАТО».

- Маттео Дарміан (*1989) — відомий італійський футболіст, захисник.

- Руфо Емільяно Верга (*1969) — відомий у минулому італійський футболіст, захисник, півзахисник.

## Сусідні муніципалітети
- Бусто-Арсіціо
- Канеграте
- Кастелланца
- Черро-Маджоре
- Рескальдіна
- Сан-Джорджо-су-Леньяно
- Сан-Вітторе-Олона
- Вілла-Кортезе